# Ticket Granting Ticket
Das Ticket Granting Ticket (abgekürzt TGT, englisch für etwa Berechtigungsschein-gewährender Berechtigungsschein) ist eine kleine Datei, die – ähnlich einem Passwort, aber sicherer – den Zugang zu einem Datenaustausch gewährt.
Als sicherer gilt das TGT, weil es in verschlüsselter Form u. a. die IP-Adresse des Clients, die Gültigkeitsdauer des TGT und den zuvor erzeugten Sitzungs-Schlüssel (session key) enthält, so dass ein Man-in-the-middle-Angriff verhindert wird.
Das TGT ist ein wesentlicher Bestandteil des Kerberos-Systems für die Datenwegesicherung.
Das TGT wird vom Key Distribution Center (KDC, Schlüsselausgabe-Zentrale) für eingetragene und ausgewiesene (authentifizierte) Benutzer ausgestellt.